# Erich Lachmann
Erich Gustav Willie Lachmann (Legnica, 6 novembre 1909 – Wegscheid, 23 gennaio 1972) è stato un militare tedesco, funzionario delle SS che ha partecipato all'operazione Reinhard nel campo di sterminio di Sobibor.

## Biografia
Lachmann nacque il 6 novembre 1909 a Legnica. Il suo primo lavoro fu quello di muratore. Nella primavera del 1933 aderì all'organizzazione paramilitare Stahlhelm e successivamente alle SA, pur non essendo membro del partito nazista. Nel settembre dello stesso anno fu arruolato nelle forze di polizia ausiliarie e frequentò un corso di formazione Unterführer a Katowice. Nonostante il fallimento del corso, fu promosso a Oberwachtmeister.
Nel settembre 1941, Lachmann fu di stanza nel campo di concentramento di Trawniki, dove fu incaricato di riqualificare i prigionieri di guerra sovietici per impiegarli come sentinelle nei campi di sterminio. Durante questo periodo, iniziò una relazione con una donna polacca del posto.
A metà del 1942 fu inviato a Sobibor come comandante delle sentinelle. Le sentinelle sotto il suo comando furono incaricate di una serie di compiti, tra cui la supervisione del lavoro dei prigionieri e l'arrivo dei nuovi trasporti di prigionieri. Durante l'esecuzione di questi compiti, spesso maltrattavano i prigionieri anche se non è noto se Lachmann stesso abbia ordinato loro di farlo e in che misura abbia partecipato personalmente. Durante il suo servizio a Sobibor, almeno 12000 persone furono uccise nelle camere a gas.
A Sobibor, Lachmann fu noto per la sua incompetenza. Il compagno delle SS Erich Bauer lo definì "un ubriacone, qualcuno che rubava come i corvi". Fu attivamente coinvolto nel commercio clandestino del campo, procurando cibo e alcol ai prigionieri in cambio di oggetti di valore dalle baracche di smistamento. Quando Franz Reichleitner assunse il comando di Sobibor da Franz Stangl, rimandò Lachmann a Trawniki perché riteneva che Lachmann non fosse idoneo al servizio.
Nell'inverno 1942-1943, Lachmann scoprì che sarebbe stato trasferito a Treblinka e disertò con la sua ragazza polacca. Fu arrestato diversi mesi dopo a Varsavia e condannato da un tribunale delle SS a sei anni di carcere. Fu rilasciato nell'aprile 1945 durante le fasi finali della guerra, poi catturato dall'Armata Rossa sovietica e sopravvissuto alla guerra.

### Processo di Sobibor
Nel processo di Sobibor ad Hagen, durato dal 6 settembre 1965 al 20 dicembre 1966, fu accusato di aver partecipato all'omicidio di massa di circa 150000 ebrei. Durante il processo, pochi sopravvissuti a Sobibor poterono riconoscerlo o fornire informazioni affidabili sulle sue azioni al campo. La stessa testimonianza di Lachmann fu vaga, contraddittoria e non sempre coerente. Si dice che Lachmann abbia detto:"Non avevo nulla contro gli ebrei. Li consideravo come tutte le altre persone. I miei abiti in precedenza li avevo acquistati da un ebreo, Max Süssmann, che aveva un'azienda tessile a Liegnitz". La corte ha ritenuto Lachmann mentalmente incompetente ed è stato assolto per "coercizione putativa".